# Aslan Maschadov
Aslan Alijevič Maschadov (rusky Аслан Алиевич Масхадов; 21. září 1951, Šokaj – 8. března 2005, Tolstoj-Jurt) byl prezidentem Čečny a představitel čečenské opozice vůči Rusku. Byl zabit ruskou tajnou službou FSB při plánované operaci. Ruská tajná služba jej dopadla za pomoci informací z místních zdrojů, od místních obyvatel a také díky informaci od zajatého povstalce.

## Rusko-čečenská válka
V první rusko-čečenské válce byl jedním z vůdců čečenského hnutí odporu. Po uzavření mírových dohod byl zvolen roku 1997 prezidentem neuznané čečenské republiky Ičkerie, kterým byl až do další rusko-čečenské války. Následně přešel opět do odboje a byl představitelem umírněného křídla čečenského odboje. Skutečnou moc však pravděpodobně měli polní generálové jako Šamil Basajev.